# Fannia scissifolia
Fannia scissifolia är en tvåvingeart som beskrevs av Xue, Wang och Huang 1997. Fannia scissifolia ingår i släktet Fannia och familjen takdansflugor. Inga underarter finns listade i Catalogue of Life.